# Cepillo de contrafibra

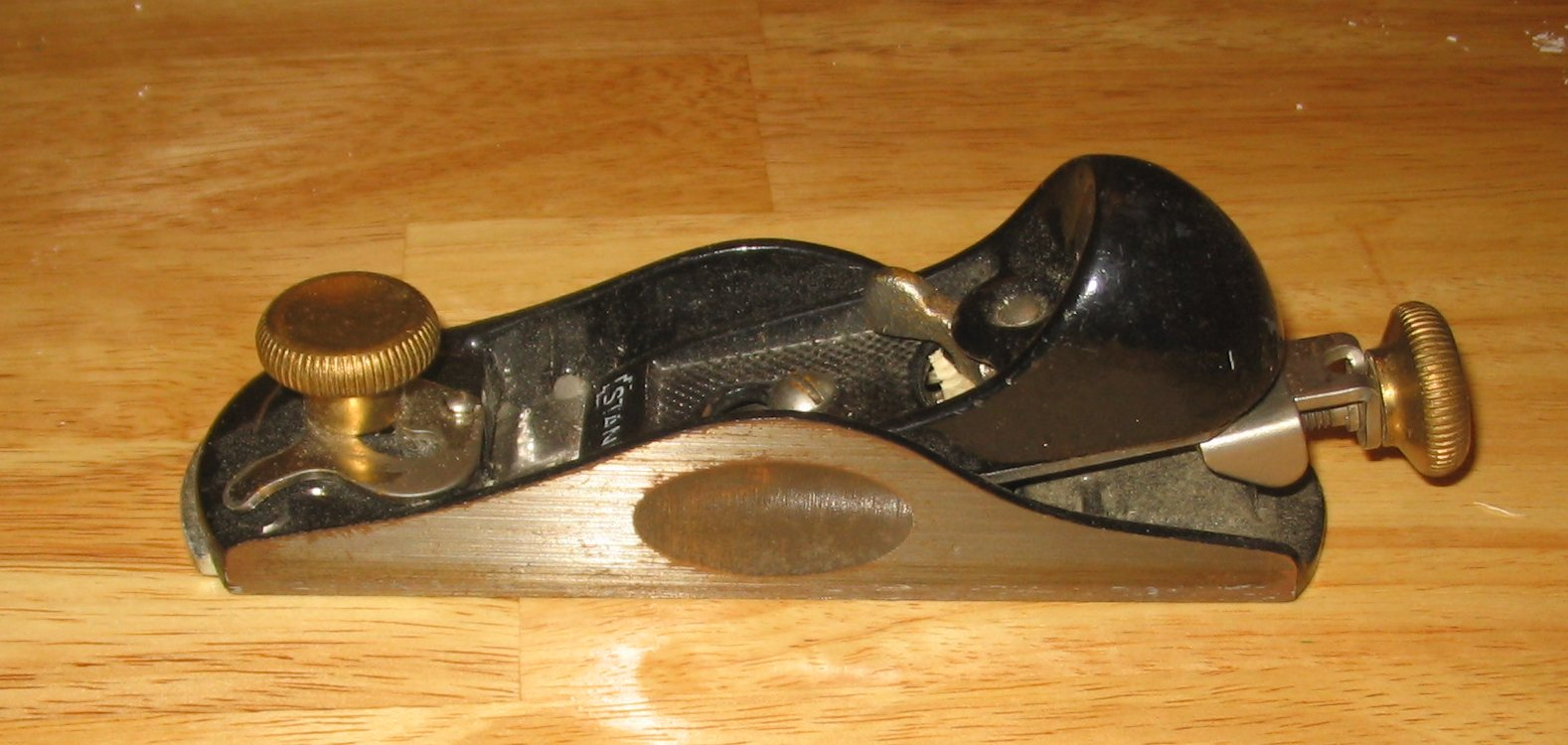
Un cepillo de contrafibra.

El cepillo de contrafibra es un pequeño guillame de carpintería que está diseñado para cortar a contrapelo y es lo suficientemente pequeño para ser utilizado con una sola mano.
Un cepillo de contrafibra es usado para cepillar componentes eliminando virutas delgadas de madera, para lograr que un elemento se ajuste dentro de tolerancias aceptables. También se emplea para emparejar pequeñas superficies en zonas delicadas.
En tipo de cepillos a contrafibra, la hoja con una inclinación de 12 a 20 grados además disponen de galgas de control de profundidad y del movimiento lateral de la cuchilla. Los hay de madera y de metal; estos últimos son más sofisticados.